# Оскар Айзък
Оскар Айзък (рождено име на испански: Óscar Isaac Hernández Estrada) е гватемалско-американски актьор и музикант. Известен е с главните си роли в „Истинският Люин Дейвис“ (2013), за която получава номинация за Златен глобус, криминалната драма „Най-бруталната година“ (2014) и научнофантастичният трилър „Ex Machina: Бог от машината“ (2015), в който играе Нейтън Бейтман, както и ролята му през 2015 г. на Поу Дамерън в „Междузвездни войни: Епизод VII - Силата се пробужда“. Играе ролята на Жузе Рамус-Орта, бивш президент на Източен Тимор, в австралийския филм Балибо, за която печели австралийската награда за поддържаща роля AACTA Award for Best Actor in a Supporting Role. Играе както различни националности така и етноси, например смесен европеец, египтянин, поляк, англичанин, французин, мексиканец, източнотимурец, индонезиец, италианец, грък, кубинец, израелец и арменец.
Участва в „Междузвездни войни: Епизод VII - Силата се пробужда“ (2015) като пилота на X-wing изтребител Поу Дамерън, и във филма „X-Мен: Апокалипсис“ (2016) като мутанта суперзлодей Ен Сабах Нур/Апокалипсис. Той също така оглавява и минисериала на HBO Show Me a Hero, в ролята на политика Ник Васичко през 2015 г., за която получава наградата Златен глобус за най-добър актьор в минисериал или телевизионен филм. През 2016 г. списание Тайм включва Айзък като един от стоте най-влиятелни хора в света в годишната класация Time 100. Играе също главната роля на Микаел Богосян в The Promise (2016) – филм за Арменския геноцид.

## Биография

### Произход и младежки години
Роден е на 9 март 1979 г. в Гватемала.

### Кариера
Първата му важна роля в киното е тази на Йосиф във филма „Рождество“ (2006). Номиниран е за Златен глобус за най-добър актьор в мюзикъл или комедия за ролята си в „Истинският Люин Дейвис“ (2013).

## Частична филмография
| Година | Филм                                      | Оригинално заглавие                 | Роля                            | Режисьор                                           |
| ------ | ----------------------------------------- | ----------------------------------- | ------------------------------- | -------------------------------------------------- |
| 2002   | Зеленото преди всичко                     | All About the Benjamins             | Франческо                       | Кевин Брей                                         |
| 2005   | Рождество                                 | The Nativity Story                  | Джозеф                          | Катрин Хардуик                                     |
| 2006   | Отнетият живот на Тимофей Берьозин        | The Half Life of Timofey Berezin    |                                 | Скот З. Бърнс                                      |
| 2007   | Мигове                                    | The Life Before Her Eyes            | Маркъс                          | Вадим Перелман                                     |
| 2008   | Че                                        | Che                                 |                                 | Стивън Содърбърг                                   |
| 2008   | Мрежа от лъжи                             | Body of Lies                        | Басам                           | Ридли Скот                                         |
| 2009   | Агора                                     | Agora                               |                                 | Алехандро Аменабар                                 |
| 2009   | Балибо                                    | Balibo                              | Жузе Рамус-Орта                 | Робърт Конъли                                      |
| 2010   | Робин Худ                                 | Robin Hood                          | крал Джон I                     | Ридли Скот                                         |
| 2011   | Sucker Punch: Измислен свят               | Sucker Punch                        | Блу Джоунс                      | Зак Снайдър                                        |
| 2011   | Живот на скорост                          | Drive                               | Стандард Гейбриъл               | Никълъс Уиндинг Рефн                               |
| 2012   | Отмъщение за Джоли!                       | Revenge for Jolly!                  | Сесил                           | Чад Харболд                                        |
| 2012   | Наследството на Борн                      | The Bourne Legacy                   |                                 | Тони Гилрой                                        |
| 2013   | Истинският Люин Дейвис                    | Inside Llewyn Davis                 | Люин Дейвис                     | Джоел и Итън Коен                                  |
| 2014   | Двете лица на януари                      | The Two Faces of January            | Райдъл                          | Хосеин Амини                                       |
| 2015   | Ex Machina: Бог от машината               | Ex Machina                          | Нейтън Бейтман                  | Алекс Гарланд                                      |
| 2015   | Междузвездни войни: Силата се пробужда    | Star Wars: The Force Awakens        | Поу Дамерън                     | Джей Джей Ейбрамс                                  |
| 2016   | Х-Мен: Апокалипсис                        | X-Men: Apocalypse                   | Ен Сабах Нур / Апокалипсис      | Брайън Сингър                                      |
| 2017   | Междузвездни войни: Последните джедаи     | Star Wars: The Last Jedi            | Поу Дамерън                     | Райън Джонсън                                      |
| 2018   | Изтребление                               | Annihilation                        | Кейн                            | Алекс Гарланд                                      |
| 2018   | Спайдър-Мен: В Спайди-вселената           | Spider-Man: Into the Spider-Verse   | Мигел О'Хара / Спайдър-Мен 2099 | Боб Пърсичети, Питър Рамзи, Родни Ротман           |
| 2019   | Семейство Адамс                           | The Addams Family                   | Гомес Адамс                     | Конрад Върнън, Грег Тиърнън                        |
| 2019   | Междузвездни войни: Възходът на Скайуокър | Star Wars:The Rise of Skywalker     | Поу Дамерън                     | Джей Джей Ейбрамс                                  |
| 2021   | Дюн                                       | Dune                                | дук Лито I Атреидски            | Дени Вилньов                                       |
| 2021   | Семейство Адамс 2                         | Addams Family Values                | Гомес Адамс                     | Бари Зоненфелд                                     |
| 2023   | Спайдър-Мен: През Спайди-вселената        | Spider-Man: Across the Spider-Verse | Мигел О'Хара / Спайдър-Мен 2099 | Хоаким Дос Сантос, Кемп Пауърс, Джъстин К. Томпсън |